# Mudanya
Mudanya är en stad i Turkiet vid Gemlikviken av Marmarasjön, 70 kilometer söder om Istanbul.
Mudanya har hamn och järnväg till Bursa.